# Ivy Chen
Ivy Chen Yi-Han (chinês tradicional: 陳意涵, Taipei, 12 de novembro de 1982) é uma atriz e modelo taiwanese.

## Carreira
Em 2002, ela apareceu no programa de variedades Guess como uma concorrente do quadro "Não julgue um livro pela sua capa" (chinês tradicional: 人不可貌相). Por ter se destacado, foi contratada pela agência de talentos Prajna Works. Dessa forma, começou a fazer aparições em comerciais, vídeos musicais e séries de televisão.

## Filmografia
| Ano  | Título                            | Papel         |
| ---- | --------------------------------- | ------------- |
| 2006 | Smiling Pasta                     | Tian Xin      |
| 2007 | I Want To Become A Hard Persimmon | Sun Shi Shi   |
| 2007 | Struggle                          | Fang Ningshan |
| 2008 | Changjiang Yi Hao                 | Xiao Dujuan   |
| 2009 | Black & White                     | Chen Lin      |
| 2010 | New Modern People                 | Xia Hong Guo  |
| 2010 | Meteor, Butterfly, Sword          | Sun Xiao Die  |
| 2011 | Love SOS                          | Su Xiao Nan   |
| 2011 | Skip Beat!                        | Gong Xi       |
| 2012 | The Family                        | Rui Barbara   |
| 2014 | Tiny Times                        | Lin Xiao      |
| 2014 | You Light Up My Star              |               |

| Ano  | Título                                       | Papel         |
| ---- | -------------------------------------------- | ------------- |
| 2006 | The Road in the Air                          | Mei           |
| 2007 | Spider Lilies                                | Zhenzhen      |
| 2009 | Hear Me                                      | Yang Yang     |
| 2009 | Our Island, Our Dreams                       | Huang Xingjun |
| 2012 | Silent Code                                  | Li ChengXiang |
| 2012 | Love                                         | Yijia         |
| 2012 | Black & White Episode I: The Dawn of Assault | Chen Lin      |
| 2012 | Ripples of Desire                            | Bai Xiaoxiang |
| 2013 | Campus Confidential                          | Liang Xiao Qi |
| 2014 | Close Friend                                 |               |

| Ano  | Título                                    |
| ---- | ----------------------------------------- |
| 2005 | "Paper Plane" por Daniel Chang            |
| 2006 | "Early Morning Girl" por Chou Chuan-huing |
| 2006 | "Hurt Without Sound" por Chou Chuan-huing |
| 2006 | "Break Up, Not Apart" por Vincent Wong    |
| 2009 | "My Reliance" por Jolin Tsai              |
| 2011 | "Touch My Heart" por Show Lo              |